# Farmer's Market
Farmer's Market è un album di Art Farmer, pubblicato dalla New Jazz Records nel 1958. Il disco fu registrato il 23 novembre del 1956 al Van Gelder Studio di Hackensack nel New Jersey (Stati Uniti).

## Tracce
Lato A
1. With Prestige – 5:13 (Kenny Drew)
2. Ad-Dis-Un – 6:22 (Kenny Drew)
3. Farmer's Market – 5:50 (Art Farmer)

Lato B
1. Reminiscing – 4:57 (Gigi Gryce)
2. By Myself – 7:03 (Arthur Schwartz)
3. Wailin' with Hank – 7:13 (Hank Mobley)

## Musicisti
- Art Farmer  - tromba
- Hank Mobley  - sassofono tenore (brani: A1, A2, A3 e B3)
- Kenny Drew  - pianoforte
- Addison Farmer  - contrabbasso
- Elvin Jones  - batteria